# Završe pri Dobjem
Završe pri Dobjem este o localitate din comuna Dobje, Slovenia, cu o populație de 41 de locuitori.